# Thomas Green (atleet)
Thomas ("Tommy") William Green (Fareham, 30 maart 1894 – Eastleigh, 29 maart 1975) was een Britse snelwandelaar en olympisch kampioen.
Op de Olympische Spelen van 1932 in Los Angeles werd voor de eerste maal een wedstrijd over 50 km snelwandelen gehouden. Green, spoorwegarbeider, vader van vier kinderen en op dat moment al 38 jaar oud, won deze wedstrijd in een tijd van 4:50.10, voor de Europese kampioen (1934) Jānis Daliņš uit Letland en drievoudig olympisch kampioen Ugo Frigerio. De Californische zon was er de oorzaak van, dat dit nummer voor de deelnemende snelwandelaars onder zware omstandigheden plaatsvond. Bovendien hadden de organisatoren om onbegrijpelijke redenen het begintijdstip ook nog eens een uur in de tijd opgeschoven. Volgens de als vierde gefinishte Karl Hähnel had de tanige, uiterst sympathieke Brit het voordeel, dat hij vier weken voorafgaand aan Los Angeles aan de Rivièra had vertoefd. Hoe zwaar de omstandigheden waren, moge voorts blijken uit het feit, dat de helft van de deelnemers de wedstrijd voortijdig beëindigde.
In 1930 werd Thomas Green Brits kampioen snelwandelen (50 km).
Hij was aangesloten bij Belgrave Harriers.

## Titels
- Olympisch kampioen 50 km snelwandelen - 1932
- Brits kampioen 50 km snelwandelen - 1930

## Palmares

### 50 km snelwandelen
- 1932:  OS - 4:50.10